# Cerkiew św. Marii Magdaleny w Suchowolcach
Cerkiew pod wezwaniem św. Marii Magdaleny – prawosławna cerkiew filialna w Suchowolcach. Należy do parafii Zaśnięcia Przenajświętszej Bogurodzicy w Kleszczelach, w dekanacie Kleszczele diecezji warszawsko-bielskiej Polskiego Autokefalicznego Kościoła Prawosławnego.
Cerkiew znajduje się na cmentarzu prawosławnym. Wzniesiona w 2000 r. Murowana, z białej cegły, posiada 3 kopuły.
Uroczystość patronalna obchodzona jest 4 sierpnia (22 lipca według starego stylu).